# نداو لاپید
نداو لاپید (انگلیسی: Nadav Lapid؛ زادهٔ ۸ آوریل ۱۹۷۵) کارگردان فیلم، فیلم‌نامه‌نویس اهل اسرائیل است.
وی برای فیلم مترادف‌ها در شصت و نهمین جشنواره بین‌المللی فیلم برلین برندهٔ جوایز خرس طلایی و فیپرشی شد. همچنین وی در جشنواره بین‌المللی فیلم کن ۲۰۲۱ برای فیلم زانوی احد برنده جایزه هیئت داوران در بخش رقابتی جشنواره شد.